# 任葆琳
任葆琳（英語：Pauline Yam，1973年10月15日—），前香港南區區議會香港仔選區議員。
前香港女演員及模特兒，曾於1997年參加香港小姐競選。因其畢業於美國哈佛大學及樣子甜美，有「哈佛小甜甜」之稱號。

## 簡歷
任葆琳曾就讀於聖保祿學校，與前記者黃德如、女歌手車婉婉為中學同學。後留學美國，畢業於哈佛大學計算機科學系。1997年參選香港小姐，入圍前五強，但最終卻止步三甲。同年該屆三甲分別為翁嘉穗（冠軍）、李明慧（亞軍）以及佘詩曼（季軍），與任葆琳一起進入五強而無緣三甲者還有歐陽妙芝。落選後曾經任職於德勤會計師事務所。
其後，任葆琳曾演出過多部電影及電視劇，亦曾於時裝表演擔任模特兒。2000年曾在香港電台戲劇節目《女人多事幹》演出，飾演一名牙醫。2005年，任葆琳曾與香港中文大學醫學院解剖學系教授合作，於有線新聞一台《解構人體》節目擔任主持。
2008年元旦任葆琳退出娛樂圈，甚少出席公開活動，曾經營高爾夫球以及清酒生意。
2015年香港區議會選舉中，以獨立候選人身分出選南區區議會香港仔選區，成功當選，成為首位選美出身的區議員。
2019年11月區議會選舉中，在香港仔選區以3,020票輸給5,001票的黃銳熺(民主派)
2025年2月9及16日1997年香港小姐競選黃金翡翠台播出。

## 區議會服務
- 地區設施管理委員會委員
- 社區事務及旅遊發展委員會委員
- 地區發展及房屋事務委員會委員
- 交通及運輸事務委員會委員
- 南區社區重點項目專責委員會委員
- 南區慶祝67周年國慶籌備委員會委員

## 作品

### 香港電台
- 2000年：《女人多事幹》飾 牙醫Pauline

### 亞洲電視
- 2002年：《法内情2002》饰 何贞德

### 電影
- 《降头》
- 《小親親》
- 《黑白道》
- 《蝴蝶》
- 《常在我心》
- 《玉女添丁》
- 《完美情人》
- 《東京攻略》
- 《过海隧道》
- 《玻璃之城》

## 節目主持

### 有線電視
- 《開心.com》 有線娛樂台
- 《解構人體》 有線新聞一台
- 《用腦新一代》 有線新聞一台

## 嘉賓
- 《總有一隻喺左近》ViuTV 第三集嘉賓

## 廣告代言
- Neutrogena系列

## 資料來源
1. ↑  憲報號外第19卷第40期 （页面存档备份，存于），香港政府
2. ↑  . 星島日報. 2015-10-04.
3. ↑  任葆琳T形臺走秀謝絕真空凸點 （页面存档备份，存于） 南方網
4. ↑  任葆琳參與港台「女人多事幹」飾演牙醫 父親男友不合心水頻問：你係唔係男人？ （页面存档备份，存于） 香港電台
5. ↑  任葆琳主持《解構人體》 （页面存档备份，存于） 文匯報，2005年9月2日
6. ↑  . 香港輕新聞. 2015-09-23  [2016-04-24]. （原始内容存档于2017-03-09）.

## 外部連結
- 任葆琳的Facebook專頁
- 任葆琳 新浪微博 （页面存档备份，存于）
- 2015年區議會選舉官方網站選舉結果（页面存档备份，存于）

| 香港區議會    | 香港區議會                                               | 香港區議會    |
| ------------- | -------------------------------------------------------- | ------------- |
| 前任： 黃靈新 | 南區區議會 香港仔選區區議員 2016年1月1日－2019年12月31日 | 繼任： 黃銳熺 |